# Alsodeiopsis rowlandii
Alsodeiopsis rowlandii är en tvåhjärtbladig växtart som beskrevs av Adolf Engler. Alsodeiopsis rowlandii ingår i släktet Alsodeiopsis och familjen Icacinaceae. Inga underarter finns listade i Catalogue of Life.